# Curcuma wilcockii
Curcuma wilcockii là một loài thực vật có hoa trong họ Gừng. Loài này được M. Atiqur Rahman và M. Yusuf mô tả khoa học đầu tiên năm 2012. Mẫu định danh: M. Yusuf et M.A. Rahman 838; thu thập ngày 21 tháng 8 năm 1993 tại rừng Madhupur sal, Rasulpur, huyện Tangail, phân khu Dhaka, miền trung Bangladesh.

## Từ nguyên
Loài này được đặt tên để vinh danh tiến sĩ Christopher C. Wilcock, thuộc Đại học Aberdeen (Khoa Khoa học Thực vật và Đất) vì sự tham gia của ông vào Dự án Thực vật chí Bangladesh (Flora of Bangladesh) trong một thời gian dài và đóng góp to lớn cho Phân loại học và Đa dạng sinh học của Bangladesh.

## Phân bố
Loài này có tại phân khu Dhaka và huyện Sylhet thuộc Sylhet, ở miền trung và miền đông Bangladesh. Môi trường sống là các nền rừng ẩm thấp khô.

## Mô tả
Thân rễ nhỏ không có nhánh nằm ngang, ruột màu trắng, có mùi thơm nồng. Các búi lá dài ~0,6 m. Lá 6-7, tỏa rộng, phiến lá hình trứng, đỉnh nhọn thon, 39-43 × 13–17 cm, nhẵn nhụi, màu xanh lục sẫm, gân lá bên nổi lên; cuống lá dài 12–16 cm. Cành hoa bông thóc trung tâm của các búi lá, cuống cụm hoa 16–20 cm; cụm hoa ~15-20 × 8–9 cm; lá bắc nhiều tới 60-70, màu xanh lục, ~5 × 3 cm, lá bắc sinh sản và lá bắc mào không khác biệt, các lá bắc dưới có màu ánh nâu rỉ sắt, lông nhỏ, chóp cong ra ngoài; lá bắc con thuôn dài, ~10 × 6 mm, màu trắng, đỉnh và gân giữa có lông. Hoa màu vàng cam, thường không thò ra ngoại trừ hơi thò ra ở các lá bắc dưới. Đài hoa màu trắng, 3 thùy, dài ~1,6-1,7 cm, có lông. Ống tràng hoa dài ~3-3,5 cm, màu vàng cam; 2 thùy dưới thuôn dài, đỉnh thuôn tròn, ~18-19 × 8–10 mm, nhẵn nhụi; thùy trên thuôn dài, có nắp, nhọn đột ngột, 18-19 × 8–12 mm, có lông. Nhị lép bên hình trứng ngược, ~16 × 10 mm, màu vàng cam, mép có lông rung; cánh môi 3 thùy khó thấy, có khía răng cưa, đỉnh có lông rung, màu vàng cam; chỉ nhị dẹt, 2 × 3 mm; bao phấn không cựa, các ngăn cong với mào cong. Bầu nhụy 2 × 2 mm, có lông; đầu nhụy rộng ~1,3 mm, không thò ra; các tuyến trên bầu dài ~4-4,5 mm, tự do. Ra hoa tháng 8-9.
Nó gần với C. longa ở chỗ có hoa không thò ra, nhưng khác ở chỗ không khác biệt về màu sắc của lá bắc sinh sản và lá bắc mào, hoa màu vàng cam và bao phấn không cựa.